# 15 cm sFH 02
De 15 cm schwere Feldhaubitze 02 was een zware Duitse (veld-)houwitser, gebouwd vanaf 1903 en diende in de Eerste Wereldoorlog. Zijn mobiliteit en redelijk zware granaten bezorgden de Deutsches Heer in het begin van de oorlog een voordeel op vlak van vuurkracht. Er zijn 416 houwitsers van dit type geproduceerd door de Duitse wapenfabrikant Krupp.
10,5 cm leFH 16 · 120 mm Krupp M1905 ·  15 cm sFH 02 · 15 cm sFH 13  · 21 cm Mörser 10  ·  42 cm Gamma Mörser ·  Dikke Bertha